# Prasat Thong
Prasat Thong (Thai: สมเด็จพระเจ้าปราสาททอง - Somdet Phrachao Prasat Thong - Aussprache: [sŏmdèt pʰráʤâo praː-sàːt tʰoːŋ] - etwa: König des Goldenen Palastes; auch: Somdet Phrachao Sanphet V. - สมเด็จพระเจ้าสรรเพชญ์ที่5, Sri Worawong oder Suriyawong; * 1599 in Ayutthaya; † 7. August 1656 ebenda) war von November 1629 bis August 1656 König des Königreichs Ayutthaya in Siam (heute Thailand), Nachfolger von König Songtham und den nur kurz regierenden Königen Chettathirat und Athittayawong.

## Abstammung und Jugend
Prasat Thong war der illegitime Sohn von König Ekathotsarot und trug zunächst den Namen Phra Ong Lai. Er wurde als Sohn des Kammerdieners Phya Sri Thammathirat ausgegeben, dessen jüngere Schwester die Mutter von König Songtham war, somit wäre er ein Cousin des Monarchen gewesen. Von einer geringen Stellung stieg er im Alter von 18 Jahren zum obersten Pagen des Königs Songtham auf, doch hafteten ihm stets große Probleme an. So wurde er bei einer Gelegenheit ins Gefängnis geworfen, weil er den „Scheinkönig“ bei der alljährlich stattfindenden Pflugzeremonie angriff. Später war er involviert in ein Komplott gegen die Brüder von König Songtham, Prinz Sri Sin und Prinz Thong. Nach einigen Jahren in Gefangenschaft wurde er 1622 freigelassen und zeichnete sich im selben Jahr bei der im ganzen erfolglosen Expedition gegen die Khmer aus. Im Jahr darauf entdeckte man eine Intrige, die er mit einer der Ehefrauen von Sri Sin sponn, und ging dafür erneut ins Gefängnis.
Vor seiner Krönung war er der Verteidigungsminister (Thai: ออกญากลาโหม – Okya Kalahom) von König Songtham.

## Thronbesteigung
Die Thronbesteigung des Chao Phraya Kalahom ist eine etwas verwickelte Geschichte. Er war einflussreicher Minister am Hof von Ayutthaya, als König Songtham starb. Als legitimer Nachfolger wurde Prinz Chetta König. Dieser versuchte, den Kalahom auszuschalten, wohl weil er ein Doppelspiel des erfahrenen Ministers vermutete. Es kam daraufhin zu Kämpfen zwischen den beiden Parteien, in deren Verlauf König Chetta getötet wurde. Als man dem Kalahom nun den Thron anbot, wies dieser das überraschend zurück, denn der zehnjährige Bruder des Königs, Prinz Athittayawong, lebte noch. Für diesen übte der Kalahom die Regentschaft aus, nur um ihn vor dem Hofstaat zu brüskieren und als unfähig darzustellen. Schließlich wurde König Athittayawong abgesetzt und der Chao Phraya Kalahom konnte die Königswürde annehmen, da keine legitimen Thronerben mehr verfügbar waren. Er nannte sich nunmehr Prasat Thong.
Sofort gab es Probleme, insbesondere mit dem japanischen Shogun, der den neuen Herrscher Siams nicht anerkennen wollte. Der Kalahom hatte als Minister die Japaner bei der Errichtung von Handelsstationen nicht, wie von diesen erwartet worden war, begünstigt. Prasat Thong schlug sofort gegen die japanische Niederlassung in Ayutthaya los, nachdem er Namagasa in den Süden nach Nakhon Si Thammarat gesandt hatte, um dort einen Aufstand niederzuschlagen. Zahlreiche Japaner in Ayutthaya wurden getötet. Japan spielte seitdem keine Rolle mehr in Siam, die restlichen japanischen Bewohner flohen nach Kambodscha.

## Wirtschaftspolitik
Prasat Thong brachte den Handel mit zahlreichen Gütern unter die Kontrolle des Königshauses. War es unter den Königen von Sukhothai nur der Zinnhandel, aus dem sich der Reichtum speiste, so dehnte Prasat Thong jetzt das königliche Monopol auf begehrte Waren aus: Felle und Tierhäute, Metalle, Edelsteine, Gewürze.

## Auseinandersetzungen mit den Europäern
1636 nahm Prasat Thong die wichtige Handelsstadt Pattani, nachdem es von dort Widerstand gegen Tributverpflichtungen gegenüber Ayutthaya gegeben hatte. Siam und Ayutthaya waren damit zum wichtigsten Wirtschaftsraum Südostasiens aufgestiegen. Dies machte die Europäer aufmerksam, so versuchten die Holländer, Prasat Thong durch eine Seeblockade Ayutthayas zu erpressen. Damit verspielten sie viel Kredit am Hofe, Prasat Thong verbesserte die Beziehungen zu Engländern und Franzosen, um den holländischen Einfluss zu schwächen.

## Nachfolgerwirren
Prasat Thong starb 1656. Er hinterließ ein wohlhabendes, aber unruhiges Reich mit einer unklaren Thronfolge. Der älteste Sohn von Prasat Thong, Chai, wurde kurz nach seiner Inthronisation von seinem Onkel und von Prinz Narai einer „königlichen Hinrichtung“ unterworfen: sie ließen ihn entführen, in einen Samtsack stecken und mit Sandelholzkeulen zu Tode prügeln.